# Гірнича промисловість Анголи
Гірнича промисловість Анголи. Серед провідних галузей гірничої промисловості — нафтова, алмазна, залізорудна, фосфатова, полевошпатова, бокситова, уранова, золотодобувна. Продукція гірничодоб. промисловості г.ч. експортується в США, ФРН, Бельгію.

## Нафта і природний газ
Основа економіки Анголи — нафтова промисловість, яка пережила бум в кінці 1970-х зростаючи по 20 % на рік. З 750 000 бар./добу (39,16 млн т/рік) Ангола займала 2-е місце після Нігерії в регіоні суб-Сахарської Африки. На початку XXI ст. знову спостерігається зростання нафтовидобутку. Видобуток нафти в Анголі за 2000 р. зріс на 1.9 % і становив 39.25 млн т проти 38.5 млн т в 1999 р. У 2002 р видобуток нафти склав 850 000 бар./добу (44 млн т/рік). Близько 70 % нафти отримують на шельфі пров. Кабінда. Протягом найближчого десятиріччя рівень видобутку, завдяки введенню в експлуатацію нових морських родовищ, повинен різко підвищитися. Національний нафтовий директорат Анголи поставив задачу: добути в 2010 р. не менше 100 млн т нафти.
На межі ХХ-XXI ст. на ангольському шельфі знайдені нові унікально великі ресурси нафти (див. Нафтові родовища Ангольського шельфу), які оцінюють загалом у 12 млрд бар., що прирівнюються до великих покладів Норвегії у Північному морі. Найбільші три оператори в цьому регіоні у 2000 — Шеврон (550 000 бар./добу), TotalFinaElf (150 000 бар./добу), і Texaco (80 000 бар./добу). Компанії Esso Exploration Angola (дочірня ExxonMobil) і Royal Dutch Shell також планують розробку нафтових родовищ на шельфі Анголи (в глибоких і суб-глибоких водах).
У 2002 р. ExxonMobil почала освоєння глибоководного нафтового родовища Хікомба (блок 15). Добувні запаси родовища бл. 100 млн бар. Передбачуваний рівень видобутку — 80 000 бар./добу. Родовище буде розроблятися на глибині моря 1220—1525 м. Пробурено 9 свердловин пов'язаних з плавучою системою нафтовидобутку, зберігання і вивантаження (FPSO). Початок видобутку — в кінці 2003 р (World Oil. 2002. V.223).
Компанії Sonangol і Texaco планують збудувати у 2005 р. підприємство для зрідження природного газу продуктивністю 4 млнт/рік.

## Алмази
Ангола на межі ХХ-XXI ст. займає третю позицію у світовому алмазному видобутку. Загальний видобуток алмазів за 1998 р. становив 5,1 млн карат на суму 700 млн дол. У загальному обсязі старательський видобуток, що контролюється УНІТА, становив 2,5 млн карат, незалежне старательство 1,2 і офіційне 1,4 млн карат. Спостерігається поступове упорядкування алмазодобувної пром-сти і активізація роботи іноземних і спільних компаній [Mining J. — 1999. — Annual Rev.].
У 1999 р уряд Анголи заснував компанію Angola Selling Corp. (Ascorp) і надав їй ексклюзивні права торгівлі алмазами країни. У 2000 р Ascorp контролювала 4 млн кар. ангольських алмазів, у 2001 р — 5,1 млн карат. Попри призупинення конфліктів урядових військ з УНІТА у 2002 р, уряд вважає необхідним залишити за Ascorp її монопольні права на розпорядження алмазним ринком країни. Разом з тим, De Beers, яка припинила свої операції в Анголі в травні 2001 р. після розбіжностей з урядом, планує повернутися в країну у 2003 р. і встановити контроль над її алмазною індустрією в спільному підприємстві з державною добувною компанією Endiama. Діюча в Анголі алмазна монополія Ascorp, як очікує De Beers, втратить свої права на алмазному ринку країни в 2003 р (Rapaport TradeWire).
У 2003 Кабінет міністрів Анголи схвалив будівництво фабрики з огранки алмазів. Проєкт курує державна алмазодобувна компанія Endiama. Реалізація проєкту збільшить прибуток від експорту алмазів.
У 2003 р. активізовано роботи на алмазних копальнях Фукаума і Луаріка (СП компанії Trans Hex з ангольською державною компанією Endiama). Тут планується видобувати алмазів понад 400 тис. кар./рік. У 2003 р. на копальні Луаріка (Luarica) початковий видобуток склав понад 100 тис. кар. [Rapaport TradeWire].
Незаконні операції з алмазами в Анголі мають особливо великі масштаби. У цій країні громадянська війна велася фактично між «нафтою», що добувається в основному в анклаві Кабінда, що контролюється центральним урядом, і «алмазами», що добуваються г.ч. в північних провінціях країни, переважно під контролем UNITA. З 2000 р повстанці стали втрачати свій вплив в алмазодобувних районах; почалося створення надійнішої державної системи торгівлі алмазами. Спеціально створений комітет ООН з санкцій проти Анголи вважає, що повністю зупинити збут алмазів, які добуваються повстанцями, неможливо. Вважається, що протягом останніх 8 років UNITA добувала щорічно алмазів не менше ніж на 600 млн дол. Спроби обмежити їх продаж, що робилися протягом останніх двох років, особливого успіху не мали. Комітет вважає, що, оскільки невеликі партії алмазів завжди можуть досягнути міжнародних ринків, задача полягає в тому, щоб утруднити їх проникнення і зробити менш вигідною продаж. Вартість алмазів, видобутих UNITA в 1999 р., оцінюється в 150 млн дол., у 2000 р. вона поменшала внаслідок втрати повстанцями деяких алмазоносних площ. Загалом ситуація має тенденцію до покращання і зменшення обсягу «алмазів конфлікту».
Російська алмазна монополія «АЛРОСА» виступила як співзасновник двох нових компаній в Анголі: Camatchia-Camagico і Hydrochicapa. У обидва проєкти вона планує інвестувати в цьому році 85 млн дол. Гірнича компанія Camatchia-Camagico буде розробляти кімберлітові трубки Камачія і Камажіку. «АЛРОСА» утворила з португальською компанією Espiritu Santu компанію Escom-ALROSA, якій належить 45 % капіталу в Camatchia-Camagico. Компанія Hydrochicapa, в якій «АЛРОСА» має контрольний пакет в 55 %, будує гідроелектростанцію на р. Чікапа, на півн.-сході Анголи. Станція буде забезпечувати електроенергією рудник Катока. У цьому руднику — єдиному в Анголі, четвертому за розміром у світі — «АЛРОСА» володіє 32.8 % капіталу. Друга фаза розвитку рудника дозволить добувати на ньому щорічно алмазів на 350 млн дол. проти 180 млн дол. у 2002. У 2003 «АЛРОСА» будує в Анголі 2-у чергу алмазного рудника Катока. Всі ці проєкти майже подвоять сьогоднішній рівень видобутку алмазів «АЛРОСА» і дозволять уряду вирішити соціальні проблеми в алмазних провінціях країни [Rapaport TradeWire].
У 2002 р. південноафриканська компанія Petra Diamonds, яка спеціалізується на пошуках і видобутку ювелірних алмазів в ПАР, відкрила три нових алмазоносних кімберлітових тіла на своїй ліцензійній площі Алту-Куїло (Alto Cuilo) в провінції Лунда-Норте. У 1998 р. компанія Petra вже відкривала кімберліти на концесійній площі, якою вона володіла спільно з державною компанією Endiama і приватною ангольською Moyoweno LDA, однак вимушена була припинити роботу після поновлення громадянської війни. У 2002 р бл. 400 місцевих старателів добувають алмази з розкритих компанією кратерних фацій кімберлітової трубки.

## Граніт
Перспективний експортний товар Анголи — граніт, особливо чорний. Його експорт (тис. куб.м.), — переважно до Іспанії і Португалії, — становив: у 1995 — 5; 1999 — 4,136; 2000 — 7,2. Очікуються стабільно високі видобуток і експорт чорного граніту, які здійснюються фірмою Metarocha. У 2005 р фірма планує експортувати його 6 тис. куб.м.

## Інші корисні копалини
Ведуться розробки по видобутку фосфатів і урану.
У проєктах розвитку гірничої промисловості країни передбачені розробка глибоководних родовищ, буріння близько 300 свердловин, будівництво нафтоперегінного заводу і заводу по зрідженню природного газу. У перспективі також будівництво сталеливарного комплексу, суднобудівної верфі, морського порту в провінції Кабінда. Іноземні компанії при підтримці уряду Анголи планують у 2000—2007 рр. інвестувати в розвиток промисловості країни близько 17 млрд доларів.